# 布日卢蓝门
布日卢蓝门（法語：Bab Boujloud、阿拉伯语：‎），簡稱藍門，是摩洛哥非斯老城的一座城門。現存的城門由法國殖民政府於1913年建造，以作為老城的宏偉入口。

## 建築
結構為三拱門，採用摩爾式建築形式，頂部呈鋸齒狀。內外立面都覆蓋著以蔓藤花紋和摩洛哥幾何圖案為特色的彩色瓷磚，外立面以藍色為主，內立面以綠色為主。